# 1991 NE7
1991 NE7 är en asteroid i huvudbältet som upptäcktes den 12 juli 1991 av den belgiske astronomen Henri Debehogne vid La Silla-observatoriet.
Asteroiden har en diameter på ungefär 13 kilometer.